# Izapa primera sección
Izapa primera sección es una localidad del estado mexicano de Chiapas. Es parte del municipio de Tuxtla Chico.

## Toponimia
El nombre «Izapa» proviene de los términos en náhuatl ixtac, sal; atl, agua o río; pan, lugar. Su significado es «En el río de la sal».

## Demografía
| Gráfica de evolución demográfica |
|                                  |

| Censo | Población |
| ----- | --------- |
| 1970  | 855       |
| 1980  | 1 212     |
| 1990  | 1 414     |
| 2000  | 1 118     |
| 2010  | 1 329     |
| 2020  | 1 515     |